# Tömjén

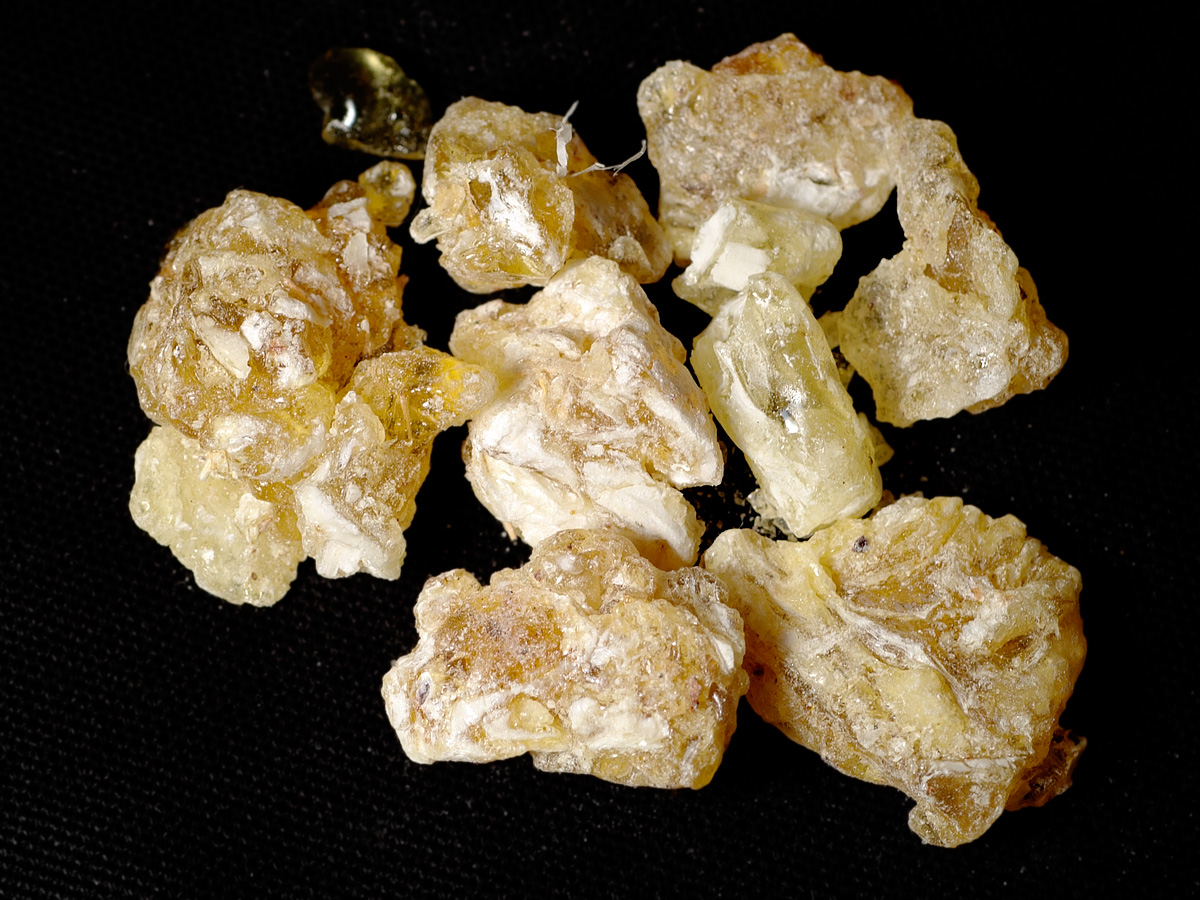
Jemeni tömjén

A tömjén a fűszerszagúak  rendjébe, a balzsamfafélék  családjába tartozó, Északkelet-Afrikában és Délnyugati Ázsiában honos  egyes tömjénfafajok (Boswellia spp.), a Boswellia sacra és (szinonim neve vagy külön faj) B. carteri kérgéből kivont – főként templomokban – füstölőszerül használt mézgás gyanta.

## Jellemzői
Elsősorban gyantát, mézgát és 4,5-7%-ban illóolajat tartalmaz. Színe halványsárga, néha vöröses, felszíne lisztes, illata enyhén balzsamos, íze zamatos, kissé kesernyés, hevítve fűszeres illatot fejleszt.

## Használata
A fák kérgének több ponton történő bemetszésekor előcsorduló tömjén a napsütés hatására megkeményedik és így lekaparható. A fák ilyenszerű csapolása négy hónapon át is tart, ezalatt egy-egy fa akár 10 kg gyantát is adhat.
Füstölőszerként már az ókori egyiptomi, a japán sintoista, a hindu és más vallási szertartások kelléke, bár az újabb kutatások ezt a füstöt benzol-, butadién- és benzpiréntartalma miatt ártalmasnak tartják. A mirhával együtt ismert lehet az Újszövetségből, többek közt Máté evangéliumából, pontosabban a gyermekségtörténetből, melyben a napkeleti bölcsek aranyat, tömjént és mirhát visznek ajándékul az újszülött Jézusnak.
A tömjén a magyar népi hiedelemvilágban elterjedt rontáselhárító.

## Egyéb
- Kerüli, mint ördög a tömjénfüstöt. – Kifejezés, melynek az a hiedelem az alapja, hogy az ördög nem bírja elviselni a tömjénfüstöt.
- A pejoratív értelmű tömjénez ige azt fejezi ki, mikor valakit érdemtelenül, hízelegve magasztalnak.[2]